# Supercoupe d'Irlande du Nord de football
La Supercoupe d'Irlande du Nord de football ou Irish FA Charity Shield est une compétition nord-irlandaise de football. Elle a eu lieu de manière discontinue entre 1992 et 2000. La compétition est reprise en 2014.
Elle oppose lors d'un match unique ayant lieu en début de saison le championnat d'Irlande du Nord et le vainqueur de la Coupe d'Irlande du Nord. La compétition n'a pas lieu si un sponsor n'a pas été trouvé ; le cas s'est présenté entre 1995 et 1997. 
Lors des premières éditions, si les deux équipes ne se départagent pas à l'issue du temps réglementaire, le trophée est partagé. Depuis 2014, des tirs au but déterminent le vainqueur.

## Palmarès
| Date             | Équipe 1         | Score             | Équipe 2            |
| ---------------- | ---------------- | ----------------- | ------------------- |
| 8 août 1992      | Glentoran FC     | 1-1 Titre partagé | Glenavon FC         |
| 10 août 1993     | Bangor FC        | 1-1 Titre partagé | Linfield FC         |
| 3 août 1994      | Linfield FC      | 2-0               | Bangor FC           |
| 8 août 1998      | Cliftonville FC  | 1-0               | Glentoran FC        |
| 8 août 1999      | Portadown FC     | 2-1               | Glentoran FC        |
| 5 août 2000      | Linfield FC      | 2-0               | Glentoran FC        |
| 2 août 2014      | Cliftonville FC  | 0-0, 4-2 tab      | Ballymena United FC |
| 1er août 2015    | Glentoran FC     | 1-0               | Crusaders FC        |
| 30 juillet 2016  | Glentoran FC     | 1-0               | Crusaders FC        |
| 5 août 2017      | Linfield FC      | 3-1               | Coleraine FC        |
| 6 août 2022      | Crusaders FC     | 2-0               | Linfield FC         |
| 1er juillet 2023 | Crusaders FC     | 2-0               | Larne FC            |
| 5 juillet 2024   | Larne FC         | 2-1               | Cliftonville FC     |
| 4 juillet 2025   | Dungannon Swifts | 0-0 t. a. b.5-3   | Linfield FC         |

## Source
- (en) Northern Ireland Soccer Yearbook 2006-2007, Malcolm Brodie, p.88